# Black Mountain (álbum)
Black Mountain é o primeiro álbum de estúdio auto-intitulado da banda canadense de stoner rock, Black Mountain.
| Críticas profissionais                                                      | Críticas profissionais |
| Avaliações da crítica                                                       | Avaliações da crítica  |
| Fonte                                                                       | Avaliação              |
| --------------------------------------------------------------------------- | ---------------------- |
| allmusic                                                                    | [ 1 ]                  |
| Pitchfork Media                                                             | (8.3/10)               |
| PopMatters                                                                  | (3/10)                 |
| Rolling Stone                                                               | [ 4 ]                  |
| Esta tabela precisa de ser acompanhada por texto em prosa. Consulte o guia. |                        |

## Faixas
1. "Modern Music" – 2:44
2. "Don't Run Our Hearts Around" – 6:03
3. "Druganaut" – 3:47
4. "No Satisfaction" – 3:47
5. "Set Us Free" – 6:45
6. "No Hits" – 6:45
7. "Heart of Snow" – 7:59
8. "Faulty Times" – 8:34